# 7-й зведений козачий полк
7-й зведений козачий полк (нім. Kosaken-Regiment 7, рос. 7-й Сводно-казачий полк) — військовий підрозділ Вермахту періоду другої світової війни, що складався з колаборантів козаків.

## Історія
Згідно з наказом командування Вермахту від 18 червня 1942 полонених козаків належало відправляти до збірного табору у місті Славута. Відібраних там козаків переводили до навчального табору у Шепетівці, де мали б сформувати козачу бригаду. У липні 1942 у Шепетівці серед інших військових частин було організовано 7-й зведений козачий полк, що складався майже з тисячі бійців, розподілених у десяти кавалерійських сотнях. З жовтня 1942 полк перекинули в район Дорогобужу для боротьби з партизанами. Та вже у листопаді-грудні 1942 на основі 1-го батальйону сформували 624-й козачий батальйон, а на основі 2-го батальйону 625-й козачий батальйон 703-го полку (східного) особливого призначення (переформатований згодом у 750-й Козачий полк). кожен з батальйонів складався з п'яти рот.